# Jerioma
Jerioma (ros. Ерёма) – osiedle w Rosji, w Kraju Permskim, w rejonie iljińskim. W 2010 liczyło 94 mieszkańców.